# Jill Thompson
Jill Thompson (Forest Park, 20 novembre 1966) è una fumettista e scrittrice statunitense.

## Biografia
Jill Thompson è nata nel 1966 a Forest Park, negli Stati Uniti. Il padre gestiva un'autorimessa e la madre lavorava in un negozio di articoli per la casa di un'importante catena. Ha iniziato a disegnare prestissimo; appassionata di fumetti frequentava le convention accompagnata dal padre e, a undici anni, ha iniziato a inviare i suoi disegni alla Marvel Comics, frequentando poi l'Accademia d'Arte a Chicago. I suoi primi lavori professionali sono stati con le case editrici First Publishing, Now Comics e Just Imagine Graphics negli anni 1980, quando ancora viveva in Ohio con il fidanzato e sbarcava il lunario disegnando timbri.
La notorietà arriva nel 1991 quando, per la DC Comics, si prende carico dei disegni per la serie Wonder Woman. Jill Thompson ha inoltre collaborato con l'etichetta Vertigo della DC Comics, disegnando alcune storie delle serie di Neil Gaiman, (Sandman e Black Orchid) e le serie Invisibles di Grant Morrison e Seekers into the Mystery di J. M. DeMatteis. Negli Anni 2000 la Thompson si aggiudica da sola o in compagnia di altri collaboratori, ben sette Premi Eisner, sia come disegnatrice e autrice di fumetti, sia come illustratrice e scrittrice di libri per bambini.
Nel 2003, l'artista ha scritto e disegnato il fumetto Death: At Death's Door, con protagonista Death, uno dei personaggi della serie Sandman; il creatore del personaggio, Neil Gaiman, aveva in precedenza contattato personalmente Jill Thompson proponendole di realizzare alcune storie del fumetto, lasciandole carta bianca nella scelta dello stile. L'Artista, ha accettato entusiasta la proposta, amando particolarmente il personaggio dell'universo narrativo di  Sandman. La libertà di interpretazione concessale le ha permesso di sviluppare la storia di Death in "stile manga" su proposta della DC Comics, in un periodo in cui i manga si stavano imponendo nel mercato statunitense.
Nel 2003 Jill Thompson ha scritto e illustrato il libro The Little Endless Storybook, ha ideato e realizzato la serie di libri illustrati Beasts of Burden, questi ultimi con Evan Dorkin e, nel 2005, ha realizzato The Dead Boy Detectives.
Nel 2014 ha interpretato un ruolo nel film indie di genere horror Meet Me There diretto da Lex Lybrand e di cui ha disegnato una speciale edizione della locandina.
Jill Thompson è stata sposata per dieci anni con il fumettista Brian Azzarello.

## Tecnica
Jill Thompson disegna abitualmente su fogli di dimensione di poco inferiore all'A3; la prima fase della lavorazione è l'abbozzo dei riquadri delle vignette, che vengono successivamente incorniciate con nastro di carta adesiva affinché, durante il disegno, le tracce e i colori non debordino fuori dai riquadri. Subito dopo procede ad abbozzare i balloon e il lettering. Una volta fatto ciò, la pagina viene scansita e inviata al letterista che procederà a riempire i fumetti su un foglio elettronico che verrà sovrapposto successivamente alla tavola disegnata non appena sarà terminata. Nel frattempo, Jill Thompson rifinisce i disegni e colora le vignette. In quest'ultima fase la disegnatrice utilizza usualmente l'acquarello, iniziando a colorare le ombre, per poi passare alle parti più chiare e poi a quelle man mano più scure. Per completare una tavola, di solito, l'artista impiega un paio di giorni, il primo dei quali speso nei disegni a matita e il secondo per la colorazione, per un totale di 12/14 ore per ogni tavola.